# Ampato
L'Ampato est un volcan endormi de 6 288 mètres d'altitude situé à 85 km au nord-ouest d'Arequipa dans les Andes au sud du Pérou.

## Géographie
Ce volcan se trouve sur le côté sud du canyon de Colca dans la province de Caylloma, près de la localité de Sallalli. Il a la forme d'un crapaud, d'où son nom en langue quechua ((qu) Janp'atu).

## Alpinisme
La première ascension a été réalisée par le Canadien Dick Culbert par l'arête sud-est en 1966.

## Archéologie
Le 8 septembre 1995, l'éruption d'un volcan tout proche, le Sabancaya, a provoqué la fonte d'une partie du glacier de l'Ampato. C'est alors que le corps d'une jeune fille momifiée depuis plus de 500 ans a été découvert dans les glaces près d'Arequipa à environ 6 300 mètres d'altitude  par l'anthropologue Johan Reinhard. La momie, remarquablement bien préservée, a été surnommée Juanita.